# Gauthier de Tessières
Gauthier de Tessières, född 9 november 1981, är en fransk alpin skidåkare. Hans främsta meriter är ett VM-guld från lagtävlingen i Garmisch-Partenkirchen 2011 och ett individuellt VM-silver från super-G-tävlingen i Schladming 2013.
de Tessières debuterade i världscupen vintersäsongen 2001/2002, och har hittills under karriären tagit en pallplats. Han kom trea i storslalomtävlingen i Val d'Isère 2008.